# 指標群
数学において、指標群 (character group) は複素数値関数による群の表現の群である。これらの関数は一次元行列表現と考えることができ、したがって関連した文脈である指標理論において生じる群指標の特別な場合である。群が行列によって表現されるときにはいつでも、行列のトレースによって定義される関数は指標 (character) と呼ばれる。しかしながら、これらのトレースは一般には群をなさない。これらの 1 次元指標のいくつかの重要な性質は一般の指標に適用する：
- 指標は共役類で不変である。
- 既約表現の指標は直交する。

有限アーベル群の指標群の主要な重要性は数論においてである。そこではそれがディリクレ指標を構成するために使われる。巡回群の指標群はまた離散フーリエ変換の理論においても現れる。局所コンパクトなアーベル群に対して、（連続性を仮定して）指標群はフーリエ解析の中核をなす。

## 前書き
G をアーベル群とする。群を 0 でない複素数に写す関数 {\displaystyle f:G\rightarrow \mathbb {C} \setminus \{0\}} はそれが群準同型であるとき、つまり任意の {\displaystyle g_{1},g_{2}\in G} に対して {\displaystyle f(g_{1}g_{2})=f(g_{1})f(g_{2})} であるときに、G の指標 (character) と呼ばれる。
f が有限群 G の指標であれば、各関数値 f(g) は1の冪根である（なぜならば任意の g ∈ G に対してある k ∈ N が存在して {\displaystyle g^{k}=e} であり、{\displaystyle f(g)^{k}=f(g^{k})=f(e)=1} となるからである）。
各指標 f は G の共役類上定数である、つまり、f(h g h−1) = f(g).  この理由のため、指標は類関数 (class function) と呼ばれることがある。
位数 n の有限アーベル群はちょうど n 個の異なる指標をもつ。これらは f1, ..., fn で表記される。関数 f1 は自明な表現である、すなわち {\displaystyle \forall g\in G\;\;f_{1}(g)=1}。それは G の主指標 (principal character of G) と呼ばれる。それ以外は非主指標 (non-principal character) と呼ばれる。非主指標はある {\displaystyle g\in G} に対して {\displaystyle f_{i}(g)\neq 1} という性質をもつ。

## 定義
G が位数 n のアーベル群であれば、指標 fk たちの集合は各元 {\displaystyle g\in G} に対して {\displaystyle (f_{j}f_{k})(g)=f_{j}(g)f_{k}(g)} という積の下でアーベル群をなす。この群は G の指標群　(character group of G) であり、{\displaystyle {\hat {G}}} と表記されることがある。その位数は n である。{\displaystyle {\hat {G}}} の単位元は主指標 f1 である。fk の逆元は逆数 1/fk である。任意の g ∈ G に対して {\displaystyle |f_{k}(g)|=1} であるから逆は複素共役に等しいことに注意する。

## 指標の直交性
成分が {\displaystyle A_{jk}=f_{j}(g_{k})}、ただし {\displaystyle g_{k}} は G の k 番目の元、であるような {\displaystyle n\times n} 行列 A=A(G) を考えよう。
A の j 行目の成分の和は次で与えられる。
{\displaystyle \sum _{k=1}^{n}A_{jk}=\sum _{k=1}^{n}f_{j}(g_{k})=0} if {\displaystyle j\neq 1}, and
{\displaystyle \sum _{k=1}^{n}A_{1k}=n}.
A の j 列目の成分の和は次で与えられる。
{\displaystyle \sum _{j=1}^{n}A_{jk}=\sum _{j=1}^{n}f_{j}(g_{k})=0} if {\displaystyle k\neq 1}, and
{\displaystyle \sum _{j=1}^{n}A_{j1}=\sum _{j=1}^{n}f_{j}(e)=n}.
{\displaystyle A^{\ast }} で A の共役転置 (conjugate transpose) を表す。すると
{\displaystyle AA^{\ast }=A^{\ast }A=nI}.
これは指標の所望の直交性関係を意味する。すなわち、
{\displaystyle \sum _{k=1}^{n}{f_{k}}^{*}(g_{i})f_{k}(g_{j})=n\delta _{ij}} ,
ただし {\displaystyle \delta _{ij}} はクロネッカーのデルタで {\displaystyle f_{k}^{*}(g_{i})} は {\displaystyle f_{k}(g_{i})} の複素共役である。